# Menara TH Selbourn
La Menara TH Selbourn ou Selbourne City Tower I est un gratte-ciel de 126 mètres de hauteur construit en 2007  à Kuala Lumpur, en Malaisie.
Il abrite des bureaux sur 31 étages.